# Instruktionsdesign
Instruktionsdesign (englisch Instructional Design, kurz: ID bzw. Instructional Systems Design, kurz: ISD) oder didaktisches Design bezeichnet die systematische Planung, den Ablauf und die Auswertung von Lernumgebungen und Lernmaterialien. Ziel ist das Ausgestalten von Umgebungsbedingungen, die geeignet sind, Kompetenzen zu fördern. Beim Instruktionsdesign werden verschiedene Modelle zur Konzeption von Unterricht und Training zusammengefasst. Im Unterschied zu klassischem Unterricht oder Lehre bezeichnet Instruktion hier jedes systematische Arrangement von Umgebungsbedingungen, auch unter Einsatz verschiedenster Medien, das geeignet ist, Kompetenzen zu fördern. Dabei wird nach kognitionspsychologischen Grundlagen vorgegangen, deren Nachweis der Effektivität gezielt empirisch überprüft wird und gegebenenfalls zu Anpassungen führt.

## Entwicklung
Der Begriff Instruktionsdesign geht auf Robert M. Gagné zurück, dessen Forschung diesbezüglich wesentlich vom US-Militär finanziert wurde. Man unterscheidet in der Entwicklung das Instruktionsdesign der ersten Generation (ID1) von den Modellen des Instruktionsdesigns der zweiten Generation (ID2), die seit den 1980er Jahren entwickelt wurden. Ausgehend von der Mutter der ID-Modelle, dem Ur-Modell von Gagné, haben sich verschiedene Modelle entwickelt. Die neueren davon sind teilweise an moderne Unterrichtsformen ausgerichtet, wie bspw. Projektunterricht. Die Berücksichtigung von modernen Medien macht diese Modelle zur Konzeption von elektronischen Lernumgebungen interessant. Auch als Ergänzung moderner Ansätze in der Lehre, wie zum Beispiel Blended Learning, ist das Instruktionsdesign ein nützliches Instrument. ID1 war stark behavioristisch geprägt, wobei die Grundannahme war, dass Lernende passive Rezipienten sind und Lernen eine Funktion von Lehren darstellt. Modelle des ID2 sind von einem geänderten Verständnis von Lehren und Lernen geprägt und nach den entsprechenden Anforderungen formuliert. Seit dem Ende des 20. Jahrhunderts gewann der Konstruktivismus zunehmend an Bedeutung. Diese Lerntheorie betrachtet die individuellen Erfahrungen des Lernenden als entscheidendes Kriterium für dessen Lernerfolg. Auch der Konnektivismus beeinflusste das Instruktionsdesign mit Beginn des digitalen Zeitalters. Lernende werden bei dieser Theorie nicht länger als voneinander isoliert, sondern als vernetzt betrachtet. Die Idee des Lernens in Netzwerken wurde beispielsweise bei zahlreichen Online-Lernplattformen umgesetzt.

## Abgrenzung zur Didaktik
Teilweise wird Instruktionsdesign als Alternative zu dem im deutschen Sprachraum verbreiteten Begriff Didaktik verwendet, der lange Zeit durch eine geisteswissenschaftliche Tradition geprägt war. Didaktik ist traditionell in der europäischen Bildungswissenschaft verankert und gründet auf einem breiteren, theoretisch fundiertem pädagogischen und philosophischen Verständnis von Bildung und Lernen.
Instruktionsdesign grenzt sich jedoch durch folgende Merkmale ab:
- ID ist lern- und kognitionspsychologisch begründet.
- ID zielt auf die empirische Prüfung theoretischer Aussagen und den Nachweis der Effektivität der gewählten Lehrstrategien und -methoden.
- ID bezieht sich auf die Konzeption von Unterricht und betrieblichem Training, ist aber auch mit dem Einsatz von Informations- und Kommunikationstechnologien für Lehr-Lern-Zwecke verknüpft.
- Während Didaktik sich auf Bildungsprozesse in Organisationen bezieht, ist ID eher praxisorientiert und wird häufig auf außerschulisches Lernen bezogen. ID bezieht sich auf das zielgruppenbezogene Lehren und Lernen in allen Handlungsfeldern.

## Elemente des Instruktionsdesigns nach Reinmann
Eine mögliche Untergliederung des Begriffs kann man, wie von der Psychologin Gabi Reinmann in ihrem Studientext vorgeschlagen, anhand der Entscheidungen, die man während der Planung und Gestaltung von Lerneinheiten treffen muss, vornehmen. Jede dieser Entscheidungen wird im Kontext bestimmter Lehr-Lern-Ziele getroffen, die einer der drei folgenden Hauptkomponenten des didaktischen Designs zugeordnet werden können:
1. Vermittlung (materiale Seite des Lehrens): "beschreibt einen Vorgang, bei dem ein Akteur (eine Akteursgruppe) einem Adressaten (einer Adressatengruppe) eine Sache weitergibt".[4] Reinmanns Verständnis von Vermittlung ist dabei klar abzugrenzen von dem, was im Lehrkontext als Didaktisches Dreieck verstanden wird.
2. Aktivierung (prozessuale Seite des Lehrens): "alle beschreibbaren Maßnahmen, die dazu dienen, dass sich Lernende produktiv oder reproduktiv mit den im Zentrum des Interesses stehenden Inhalten auseinandersetzen."[3]
3. Betreuung (soziale Seite des Lehrens): "alle sozialen Interaktionen zwischen Lehrenden und Lernenden, unter bestimmten Bedingungen auch zwischen Lernenden untereinander, […] die dazu dienen, Lernende[n] auf die Ergebnisse ihrer Lernaktivitäten Rückmeldung zu geben, ihnen bei Schwierigkeiten zu helfen, emotional-motivationale Unterstützung zu geben und auf diesem Wege in gewisser Weise einen sozialen und emotional-motivationalen Rahmen für Vermittlungs- und Aktivierungsprozesse zu schaffen."

Je nach Gesamtzielsetzung können den drei Komponenten verschiedene Gewichtungen zugewiesen werden, jedoch nur alle drei zusammen bilden ein didaktisches Szenario.

### Vermittlung
Im Sinne des Instruktionsdesigns wird die Vermittlung von lernrelevanten Dingen intentional von einem Vermittler (z. B. Lehrer) vorgenommen und diesem gegenüber steht der Lerner, welcher die Inhalte aufnimmt. Das so entstehende Lernen wird als rezeptives Lernen bezeichnet. Die neuen Inhalte werden dabei in die bereits vorhandenen kognitiven Strukturen des Lerners eingeordnet (Subsumption). Eine entsprechende Strukturierung von Lerninhalten kann dabei die Subsumption unterstützen. Allerdings werden hierzu Kenntnisse über das rezeptive Lernen vom Vermittler vorausgesetzt. Die Cognitive Load Theory spielt hierbei eine wichtige Rolle. Laut Reinmann sind besonders drei kognitive Belastungen in diesem Kontext relevant und zu berücksichtigen:
1. Intrinsische Belastung: entsteht durch die Komplexität der Lerninhalte und ihrer eigenen internen Vernetzung. Das Vokabellernen wird in diesem Sinne als geringe intrinsische Belastung klassifiziert.
2. Extrinsische Belastung: entsteht durch die Art und Weise, wie man die Lerninhalte dem Lerner darstellt.
3. Lernbezogene Belastung: entsteht durch das Lernen und wird benötigt um Lerninhalte im Langzeitgedächtnis zu verankern. Diese Belastung ist in diesem Sinne erwünscht.

Bei der Vermittlung von Wissen können unterschiedliche Inhalte genutzt werden, die verschiedene Charakteristiken aufweisen. Grundlegend werden sprachliche oder bildhafte Inhalte zur Vermittlung eingesetzt. Es gibt auch Inhalte, welche dynamisch bzw. interaktiv gestaltet sein können.

#### Sprachliche Inhalte
Sprachliche Inhalte und Texte können im Instruktionsdesign zur Vermittlung und Präsentation von Inhalten eingesetzt werden. Es kann zwischen dem geschriebenen Wort (z. B. ein Text) und gesprochenen Wort (z. B. Audiodateien) unterschieden werden. Darüber hinaus kann auch eine Kombination dieser beiden Formen verwendet werden, etwa in Form von Vorträgen.
- Text:  Bei dem Einsatz von Texten ist die Kohärenz wichtig für den Sinnfluss und das Verständnis. Texte sind nicht zeit- und ortgebunden sowie gut strukturierbar. Sie liefern aber auch nur ein visuelles Feedback und das Aufnehmen und Verstehen von Texten fordert ein hohes Maß an Konzentration.
- Vorträge:  Es gibt verschiedene Arten von Vorträgen: Referate, spontane Inputphasen oder auch vorbereitete Vorträge. Sie alle beinhalten die Kombination von gesprochenem und geschriebenen Wort. Diese Kombination ermöglicht es, das Wissen zum Ereignis werden zu lassen, bei dessen Vermittlung der Vortragende zum Performer wird. Die Möglichkeit der multimedialen Gestaltung kann einen Überblick bei schwierigen Sachverhalten schaffen. Zur reinen Informationsvermittlung sind Vorträge weniger geeignet. Auch ist eine starke Abhängigkeit der Effektivität vom Vortragenden anzumerken.
- Audio:  Audiodateien beinhalten das gesprochene Wort in asynchroner Form. Dadurch ist das Audiomaterial nicht flüchtig und weder an Ort noch Zeit gebunden. Durch den Einsatz von Soundeffekten ist das Lenken von Aufmerksamkeit und eine dialogische Gestaltung möglich. Audiomaterial liefert kein visuelles Feedback und für seinen Einsatz müssen technische Voraussetzungen (Aufnahme und Wiedergabe) gegeben sein.

#### Bildhafte Inhalte

##### Bilder
Bildhafte Darstellungen können schwer beschreibbare Sachverhalte verständlicher und übersichtlicher darstellen. Sie sind einprägsamer als Texte und wecken mehr Aufmerksamkeit. Sie verhindert überdies die Flüchtigkeit des gesprochenen Wortes. Dabei wird zwischen verschiedenen Bildtypen unterschieden.
- Darstellende Bilder (z. B. Fotos, Strichzeichnungen): Eine Ähnlichkeit zwischen abgebildeten Gegenstand und der Darstellung ist gegeben. Sie dienen der Veranschaulichung von nützlichen oder dem bloßen Auge nicht zugänglichen Details. Sie können außerdem Funktionsweisen oder den Aufbau von Gegenständen erklären.
- Logische Bilder (z. B. Diagramme, Modelle etc.): Logische Bilder sind hingegen abstrakt und können nicht-räumliche Eigenschaften darstellen. Sie eignen sich unter anderem gut, qualitative und quantitative Beziehungen zu vermitteln.

Bei der Gestaltung von Bildern ist das Wissen um verschiedene Gestaltungskriterien wichtig, um Wahrnehmungs- und Verständnisprobleme zu reduzieren und erfolgreiches Lernen wahrscheinlicher zu machen. Darunter zählen unter anderem folgende Kriterien:
- Syntaktische Kriterien (Gestaltgesetze): Gute Gestalt, Ähnlichkeit, Nähe
- Semantische Kriterien:  Verknüpfung visueller Merkmale mit Bedeutung
- Pragmatische Kriterien:  Gestaltung auf Verwendungszweck ausrichten

Bilder können den Lernprozess allerdings nur unterstützen, wenn sie neue Informationen vermitteln und auch verständlich für den Betrachter sind.

###### Text-Bild-Kombination
Eine Kombination von Text und Bild ist grundsätzlich zu empfehlen und prinzipiell lernt man nie allein mit Bildern, da sie in der Regel immer in einem Kontext in Form von Text (z. B. Unterschriften und Legenden) oder Audio (bei multimedialen Inhalten) eingebettet sind. Bilder eignen sich gut als Unterstützung beim Lesen. Sie haben einen belegbaren Effekt auf das Verständnis und den Lernerfolg, da sie emotionale und kognitive Prozesse gleichzeitig anregen. Bilder dienen als Gedankenstütze, entlasten kognitiv und erhöhen die Transferleistung.

###### Präsentationen
Präsentationen nutzen zusätzlich multimediale Mittel zur Unterstützung eines Vortrags. Die Qualität der Vorträge und Präsentationen hängen stark vom Vortragenden ab. Die genaue Abstimmung von visuellen und auditiven Inhalten sowie die Vortragsweise sind dabei entscheidend.

##### Dynamische Inhalte
Im Gegensatz zu den bildhaften Inhalten, handelt es sich bei den dynamischen Inhalten um Animationen und Videos. Diese unterscheiden sich dadurch zu den bildhaften Inhalten, dass sich die Darstellung bzw. deren Eigenschaften innerhalb eines gewissen Zeitraums verändern. Animationen und Videos erzeugen durch eine zeitliche Abfolge von Einzelbildern beim Betrachter die Illusion eines bewegten Bildes. Beides hat gewisse Vorteile:

###### Vorteile von Animationen
- Fördern das Lernen von Prozessen
- Detailebene kann gewechselt werden, so dass auch vorher nicht sichtbare Eigenschaften sichtbar werden
- Es werden zusätzliche Informationen gezeigt (zeitliche Veränderungen)
- Relevante Informationen sind deutlich wahrnehmbar

###### Vorteile von Videos
- Ermöglichen Lernen am Modell
- Können bewegte Bilder, gesprochene und geschriebene Sprache, Soundeffekte, Musik enthalten
- Bieten verschiedene Möglichkeiten Inhalte auf bestimmte Art darzustellen (Perspektivwechsel, Überblendungen und Schnitte)

Allerdings müssen bei dem Einsatz von dynamischen Inhalten folgende Gestaltungskriterien berücksichtigt werden, da ansonsten der Einsatz dieser Inhalte für das Lernen nicht förderlich ist:
- syntaktische: Die Inhalte sollten eine gute Qualität haben und die Prinzipien der menschlichen Wahrnehmung und Aufmerksamkeit berücksichtigen.
- semantische: Darstellungscodes und Sehgewohnheiten sollten mit einbezogen werden.
- pragmatische: Der Zweck des Videos oder der Animation sollte dem Lernenden erläutert werden.

Um Videos gezielt zu verwenden ist es außerdem wichtig, dass man Videos lediglich in Umgebungen einbindet, die nicht zur Unterhaltung, sondern als Lernmethode dienen. Ebenso sollte auch darauf geachtet werden, dass leichte Interaktionsmöglichkeiten, wie z. B. vor- oder zurückspulen, pausieren oder Zeitlupe gegeben sind, so dass Lernende in ihrem eigenen Tempo die Inhalte betrachten können.

##### Interaktive Inhalte
Wie bereits im vorangegangenen Absatz über den Einsatz von Videos erklärt wurde, kann die Interaktivität von medialen Umgebungen (Text, Audio, Bild, Animation, Video) maßgeblich zum Lernerfolg beitragen. Nach Schulmeister lassen sich sechs Interaktivitätsstufen unterscheiden:
1. Stufe: Keine Interaktivität, lediglich Rezeption von Inhalten
2. Stufe: Multimedia-Komponente können ausgewählt und manipuliert werden
3. Stufe: Die Darstellungsform kann verändert werden
4. Stufe: Multimedia-Komponenten werden durch Eingaben des Lernenden dynamisch erstellt
5. Stufe: Lernende können Inhalte selbst erzeugen
6. Stufe: Dynamische Inhalte bieten Lernenden Feedback

###### Vorteile von Interaktion
- a) Freiraum erhöhen durch Nutzerkontrolle
- b) Motivation erhöhen durch Fragen, Aufforderungen und Feedback
- c) Informativität durch Hinweise auf Fehler erhöht
- d) Verstehen erleichtern durch Exploration und Begehen von Fehlern
- e) Steuerung des Lernprozesses von außen

###### Simulationen/Microworlds
Eine Simulation unterscheidet sich von der Animation durch ihren hohen Grad an Interaktivität. Lernende können Systemparameter verändern und so Abläufe von Animationen aktiv beeinflussen, um Zusammenhänge besser explorieren und verstehen. Mathematische Modelle legen dabei fest, wie die Simulation auf die Veränderungen des Lernenden reagiert. Systeme übermitteln unterstützendes Feedback. Wichtig beim Lernen mit Simulationen ist das Experimentieren, also das bilden und überprüfen von Hypothesen, was vielen Lernenden jedoch Probleme bereitet. Ein Ansatz, die Interaktion für Lernende zu erleichtern, ist die wachsende Immersion, d. h. den Lernenden durch zunehmend realistische Darstellungen in eine künstliche Welt hineinzuversetzen. Da Simulationen zur Interaktion mit einem technischen System einladen, kann man sie auch als geschlossene Systeme oder geschlossene virtuelle Welten bezeichnen.
Gestaltung von Simulationen: Da interaktive Inhalte komplexer sind und die Interaktion erst einmal gelernt werden muss, sind verschiedene Instruktionshinweise verbaler Art zu empfehlen, die sich auf bekannte Probleme beziehen (Hypothesen erstellen, überprüfen, Ergebnisse interpretieren). Das Interpretieren der Auswirkungen kann außerdem neben dem Folgen der Parameter-Manipulation durch erklärende Rückmeldungen unterstützt werden. Zudem sollten Planungs- und Überwachungstätigkeiten angeleitet werden. Das System sollte eine adaptive Fähigkeit besitzen, d. h. Freiheitsgrade und Komplexität dem Leistungsniveau anpassen. Vor allem für Anfänger ist eine Eingrenzung der Exploration durch externe Strukturierung nützlich. Übungsaufgaben, welche die Funktionen und Aktivitäten trainieren, sollten der Simulation vorgeschaltet werden.
Die Zuordnung zu einer der Hauptkomponenten des didaktischen Designs ist hier nicht eindeutig, da interaktive Medieninhalte die Brücke schlagen zwischen Gestaltung von Lehrmaterial und Gestaltung von Aufgaben zur Aktivierung sachbezogener Lernprozesse. Es liegt also ein fließender Übergang zwischen Vermittlungs- und Aktivierungskomponente vor. Eigenständige, produktive Leistungen sind weder vorgesehen, noch notwendig (Vermittlungsaspekt), stellt man jedoch den Explorationscharakter in den Vordergrund, so ist eine Zuordnung zur Aktivierungskomponente gerechtfertigt.

### Aktivierung
Innerhalb eines didaktischen Szenarios werden den Lernenden Aufgaben geboten, welche die Motivation fördern, sich intensiv mit den Lerninhalten auseinanderzusetzen. Reinmann unterscheidet bei der Gestaltung von Aufgaben zwischen vier Typen:
- Aufgaben zur Wissenseinübung
- Aufgaben zur Wissenserschließung
- Aufgaben mit Wissenstransformation
- Aufgaben mit Wissensschaffung

#### Gestaltung von Aufgaben
Die Wissensvermittlung wird mit passenden Aufgaben verbunden, welche die Aufmerksamkeit auf relevante Lehrinhalte lenkt. Es wird systematisch vorgegangen, sodass eine Struktur erkenntlich ist. Eingebundene Bilder sind eine Möglichkeit Wissen zu vermitteln und Lernaktivität zu erzielen. Das Ziel ist es rezipierte Inhalte zu visualisieren und diese Inhalte dadurch neu zu strukturieren (z. B. Toulminkarten, E-Portfolios oder Begriffsnetze). Gespräche können ebenfalls sinnvoll zur Wissensvermittlung eingesetzt werden. Hierbei wird zwischen vier Hauptformen von Gesprächen unterschieden:
- eng geführtes Gespräch
- zielorientiertes Gespräch
- problemhaft-heuristisches Gespräch
- freies Gespräch[3]

#### Wissenseinübung und Wissenserschließung
Nach Reinmann lassen sich Wissenseinübung und Wissenserschließung dem reproduktiven Lernen zuordnen. Dies bedeutet, dass der Lernende das Wissen nicht nur rezipiert und innerlich verarbeitet, sondern auch extern in einer aktiven Weise mit vorgegebenen Aufgaben umgeht. Reinmann spricht diesen beiden Konzepten eine besonders wichtige Rolle bei didaktischen Szenarien zu, die kognitive Lehrziele verfolgen. Beide Konzepte werden durch eine ausgeprägte Kontrolle des Lehrenden charakterisiert. Die Kontrolle des Lehrenden ergibt sich daraus, dass dieser planen kann, was in welcher Form gelernt wird und somit die gelehrten Inhalte und Lernergebnisse selbst eingrenzen kann. Der Lehrende kann somit präzise bestimmen, wie der Lern-Output des korrespondierenden Inputs seitens des Lehrenden ausgeprägt sein wird. Die Wissenseinübung beschäftigt sich mit der Aneignung vorhandenen Wissens, während sich die Wissenserschließung mit der Rezeption neuer Inhalte auseinandersetzt.

##### Methoden der Wissenseinübung
Methoden der Wissenseinübung basieren auf vorgegebenen Inhalten, zu denen verschiedene Methoden zählen, in deren Rahmen vermittelte Lerninhalte vom Lernenden verfestigt werden. Ein wichtiges Merkmal von Aufgaben zur Wissenseinübung ist dabei der Wiederholungsaspekt: Aufgaben werden immer wieder erneut ausgeführt, um die Erreichung des Lehrziels herbeizuführen. Übungsaufgaben lassen sich dabei anhand des Grades der Geschlossenheit klassifizieren. Geschlossene Übungsaufgaben geben einen strikten Rahmen vor, innerhalb dessen der Lernende agiert. Der Lernende kann die Aufgabe nicht frei beantworten, sondern muss aus vorgegebenen Lösungen wählen (zum Beispiel Multiple-Choice-Aufgaben). Für geschlossene Übungsaufgaben gibt es lediglich eine im Voraus definierte korrekte Lösung. Bei halboffenen Übungsaufgaben haben Lernende innerhalb eines eng vorgegebenem Rahmens die Möglichkeit, eigene Lösungen einzubringen (zum Beispiel Satzergänzungsaufgaben bzw. Lückentexte). Hier ist es möglich, dass sowohl lediglich eine, als auch mehrere korrekte Lösungen für die Aufgabe definiert sind. Offene Übungsaufgaben können vom Lernenden eingrenzungsfrei bearbeitet werden (zum Beispiel Freitext-Aufgaben). Bei offenen Übungsaufgaben sind immer mehrere korrekte Lösungen möglich, weswegen der Einsatz von Feedback (im Rahmen der Betreuung) und die Bereitstellung von Musterlösungen hier besondere Relevanz genießen.
Weitere Beispiele für Methoden zur Wissenseinübung:
- Geschlossene Übungsaufgaben: Identifikationsaufgaben, Alternativaufgaben, Assoziationsauswahlaufgaben, Ergänzungsauswahlaufgaben, Substitutionsauswahlaufgaben, Erweiterungsauswahlaufgaben, Zuordnungsaufgaben, Umordnungsaufgaben, Stellvertreteraufgaben
- Halboffene Übungsaufgaben: Ergänzungsaufgaben, Substitutionsaufgaben, Aufbauaufgaben, Umbauaufgaben
- Offene Übungsaufgaben: Gestaltungsaufgaben, Deutungsaufgaben, Assoziationsaufgaben

##### Methoden der Wissenserschließung
Methoden der Wissenserschließung können gleichermaßen durch ihre vordefinierte Struktur charakterisiert werden, sind aber im Gegensatz zu den Methoden der Wissenseinübung freier und die Ergebnisse weniger voraussehbar. Statt Wissen durch Wiederholung zu verfestigen, liegt der Fokus von Methoden zur Wissenserschließung im Gegensatz zur Wissenseinübung auf der Unterstützung der eigenständigen Erarbeitung des Wissens. Eine Art von Methoden zur Aktivierung der Erschließung von Wissen stellen Strukturierungshilfen dar. Strukturierungshilfen ermöglichen dem Lernenden, die Struktur der behandelten Inhalte besser zu verstehen und systematischer vorzugehen. Ein Beispiel für Strukturierungsmethoden zur Förderung der Wissenserschließung durch Texterarbeitung ist die SQ3R-Methode. Darüber hinaus können logische Bilder zur Aktivierung von Wissenserschließung seitens der Lernenden dienen. So helfen Concept-Maps beispielsweise, rezipierte Inhalte in Form von Konzepten und deren Beziehungen zueinander zu visualisieren und so neu zu strukturieren. Auch E-Portfolios können Aktivitäten der Wissenserschließung durch Förderung der Selbstreflexion des Lernenden unterstützen, indem Lernende sich beispielsweise bewusst machen, welche Lerninhalte gut verstanden worden sind, oder wo Nachholbedarf besteht.
Neben Strukturierungshilfen zählen ebenfalls Formen des Gesprächs zu Methoden der Wissenserschließung. Diskussionen unter Lernenden fördern die Aktivierung von Vorwissen und den Austausch von Erfahrungen, Wissen und Argumenten. Ein Beispiel für eine Form der Gruppendiskussion zur Aktivierung von Wissenserschließung stellt die Kugellager-Diskussion dar, bei der Lernende durch Positionsverschiebung in zwei konzentrischen Kreisen mit verschiedenen Partnern Gespräche zur selben Thematik führen.
Weitere Beispiele für Methoden zur Wissenserschließung:
- Fishbowl
- Mind-Mapping
- Dilemma-Methode
- Advocatus Diaboli
- PQ4R-Methode

#### Wissenstransformation und Wissensschaffung
Die Konzepte der Wissenstransformation und Wissensschaffung lassen sich von denen der Wissenseinübung und Wissenserschließung abgrenzen, da sie dem produktiven Lernen zugeordnet werden können. Während die Förderung reproduktiven Lernens darauf abzielt, vermittelte Inhalte durch die Lernenden selbst erarbeiten zu lassen, sodass die Lehrziele des Lehrenden inhaltlich weitestgehend „reproduziert“ werden, ist produktives Lernen durch einen Wissenstransfer charakterisiert, in dessen Rahmen Lernende Wissen auf neue Kontexte anwenden und so eigenständig neues Wissen „produzieren“. Weiterhin liegt die Kontrolle im Unterschied zur Wissenseinübung und Wissenserschließung hier weitestgehend beim Lernenden.
Beispiele für die Gestaltung von Aufgaben zur Wissenstransformation:
- Einsatz von Videos
- Einsatz von Ankern (im Sinne des Problembasierten Lernens)
  - z. B. Anchored Instruction
- Rollenspiele
- Planspiele
- Fallstudien

### Betreuung
Während die Wissensvermittlung in den meisten Fällen ohne eine gezielte Betreuung durchgeführt werden kann, ist dies bei der Wissensaktivierung meist nicht der Fall. Lernende sind oftmals während produktiver oder reproduktiver Lernphasen darauf angewiesen, Rückmeldungen (beispielsweise in Form von Antworten auf gestellte Fragen oder Lösungen für Aufgabenstellungen) zu erhalten, um somit den Lernprozess zu vervollständigen. Das Feedback sowohl auf Lernergebnisse als auch auf Lernprozesse stellt eine wichtige Form der Betreuung dar. Dabei spielt die Funktion des Feedbacks eine wichtige Rolle, welche sowohl kognitiv als auch motivational sein kann. Das kognitive Feedback weist den Lernenden auf Fehler und Verbesserungsvorschläge hin, wohingegen das motivationale Feedback vor allem die Stärken des Lernenden fokussiert. Nicht nur die Funktion des Feedbacks, auch die Art und Weise wie Feedback dem Lernenden übermittelt wird, kann auf unterschiedlichem Wege geschehen. Der Lehrende kann digitales Feedback zum Beispiel über Audio- oder Videonachrichten vermitteln oder aber den direkten Weg wählen und sich verbal mit dem Lernenden in Verbindung setzen. Der Lehrende hat über die Vermittlung des Feedbacks hinaus die weitere Aufgabe, den Lernenden zu motivieren. Nach Keller (1983) sollte der Lehrende vier Faktoren bei der Gestaltung seines Lehrangebots besonders beachten.
1. Attention: Die Aufmerksamkeit des Lernenden soll erregt werden;
2. Relevance: Relevanz und Bedeutsamkeit der Lerninhalte sollen vermittelt werden;
3. Confidence: Erfolgszuversicht soll unterstützt werden;
4. Satisfaction: Zufriedenheit seitens des Lernenden soll ermöglicht werden.

#### Betreuungsfreie Lehre
Ausnahmen für didaktische Designs, die ohne jegliche Betreuung durchführbar sind, sind sogenannte Selbstlernmedien. Als Beispiel ließen sich hierbei Massive Open Online Courses (MOOCs) nennen.